# Ctenitis flexuosa
Ctenitis flexuosa är en träjonväxtart som först beskrevs av Fée, och fick sitt nu gällande namn av Edwin Bingham Copeland. Ctenitis flexuosa ingår i släktet Ctenitis och familjen Dryopteridaceae. Inga underarter finns listade.